# Delito de guante blanco
El término delito de guante blanco o de cuello blanco se refiere a crímenes no violentos cometidos por profesionales de negocios y gobierno con motivos financieros. Todo profesional de administración y gerencia es denominado "cuello blanco" que contrario al de "cuello azul" que ejecuta obras de campo, este ejecuta tareas administrativas y de logística, por tal razón a los delitos derivados de forma ejecutiva y libre de "trabajo pesado" se le denomina como delito de "cuello blanco". Son delitos que se cometen sin intimidación, amenazas, uso de la fuerza o armas, métodos violentos de lograr consumar el delito como puede ser el "alunizaje", uso de máquinas o explosivos, etc.
Fue definido por primera vez por el sociólogo Edwin Sutherland en 1939 como "un delito cometido por un profesional en su capacidad en el mundo profesional contra una gran corporación, agencia u otra entidad profesional".
No supone ninguna tipificación penal concreta, sino que abarca diferentes delitos y no siempre en todas sus manifestaciones. Por ejemplo, ciertos robos pueden calificarse como delitos de cuello blanco si se hacen sin violencia pero con algún daño leve en las cosas (como por ejemplo el uso de ganzúas o el uso de fuerzas para violar alguna cerradura). 
Sin embargo, los delitos de cuello blanco comparten como características que son delitos contra el patrimonio de las personas y que suelen tener una cierta sofisticación en el método empleado para cometerlos.
Ejemplo de estos delitos de cuello blanco son los hurtos, algunos robos y, típicamente, las estafas. También en ocasiones se tienen en cuenta otros delitos más específicos como la falsificación de moneda, el Lavado de dinero o la apropiación indebida.

## Tipos de delito de cuello blanco
Dentro de los delitos de cuello blanco hay tres tipos:
1. Delitos de cuello blanco: actos cometidos por un empleado en contra de su lugar de empleo o desde su lugar de trabajo. Ejemplo: malversación de fondos.
2. Delitos corporativos. actos ilegales de los empleados de las corporaciones en beneficio de la misma. Ejemplo: desecho ilegal de materiales peligrosos.
3. Delitos de cuello azul: delitos de trabajadores en contra de su empleo. Ejemplo: robo de maquinaria.

### Las cuatro categorías del delito ocupacional[3]
Gary S. Green establece que los delitos ocupacionales abarcan todos los comportamientos descritos como de cuello blanco, de cuello azul y variantes. Es cualquier acto sancionable que se acomete aprovechando la oportunidad que ofrece una ocupación. Aumenta la cantidad de delitos que se consideran en relación con el trabajo. 
- Organizacional. infringe la ley promovido por la organización y esta se beneficia. Ejemplo: sobornos, manejo de precios.
- Profesional: crimen facilitado por el estatus profesional de la persona. Por ejemplo: médico que defrauda a una aseguradora.
- Desde un cargo gubernamental: delitos cometidos por funcionarios gubernamentales en el ejercicio de su cargo. Por ejemplo: corrupción y receptación de sobornos.
- Individual: cometido por un trabajador para obtener ventaja o ganancia financiera. Ejemplo: robar un equipo o mentir en la declaración de la renta.

## Justificaciones y neutralizaciones de la conducta.
Tras realizar este delito, hay una serie de justificaciones de conducta, algunos ejemplos son los siguientes:
- Hacerlas parecer aceptables.
- Hacerlas triviales o comparaciones no tan malas.
- Lenguaje eufemista para minimizar los efectos, reestructurar el negocio, cambiar de nombre, reubicar empleados.
- Difusión de responsabilidad.
- No pensar en las posibles consecuencias.
- Deshumanizar a víctimas.